# Shiro Saigo
Shiro Saigo (西郷四郎) (4 de fevereiro de 1866 - Dezembro de 1922) foi um dos primeiros discípulos de judô. Saigo, juntamente com Tsunejiro Tomita, tornou-se pela primeira vez na história do judô a ser concedido Shodan pelo fundador do judô, Jigoro Kano, que estabeleceu o sistema de ranking kyu-dan. O filho de Tsunejiro Tomita, que era também judoca, Tsuneo Tomita, baseando-se na história de Shiro Saigo, escreveu um livro onde relata a vida de Sanshiro, um forte jovem que sai do campo para aprender jujutsu. Em 1943, o diretor Akira Kurosawa conseguiu a produção do filme Sugata Sanshiro (no Brasil, “A Saga do Judô”) baseado no romance de Tomita. O filme fez bastante sucesso em sua época e já foi refilmado pelo menos umas cinco vezes.